# Thalassothemis
Thalassothemis é um género de libelinha da família Libellulidae.
Este género contém as seguintes espécies:
- Thalassothemis marchali